# Wiesława Myczkowska
Wiesława Danuta Myczkowska (ur. 1917) – polska Sprawiedliwa wśród Narodów Świata

## Życiorys
Wiesława Myczkowska była córką Julii i Bronisława Myczkowskich, a także wnuczką Ludwika Ludwińskiego, uczestnika Powstania Styczniowego. Podczas okupacji niemieckiej Wiesława Myczkowska była gospodynią szpitala w Opolu Lubelskim, co odpowiada dzisiejszemu stanowisku dyrektorki administracyjnej. Tamże dzięki pomocy organizacji charytatywnej Caritas pracowała była więźniarka obozu koncentracyjnego w Majdanku Helena Stesłowicz, która ze względu na żydowskie pochodzenie była narażona na groźby ze strony otoczenia. Myczkowska skrytykowała personel szpitala i zabroniła dręczenia Stesłowicz. Ponadto Myczkowska zorganizowała dla prześladowanej fałszywe dokumenty. na czas kontroli szpitala przeprowadzanej przez Niemców, Myczkowska ukryła Stesłowicz w swoim domu. Tam kobieta została w ukryciu do lipca 1944 r., tj. do wyzwolenia Opola Lubelskiego przez Armię Czerwoną. Oprócz tego Myczkowska udzielała pomocy narażonej na prześladowanie ze względu na żydowskie pochodzenie kobietom z rodziny Geszychterów, aptekarzowi i jego żonie lekarce Żeni, a także ich córkom Dorze i Romie. W swoim mieszkaniu ukrywała technika dentystycznego, Andrzeja Rajchmana, dla  którego też zorganizowała fałszywe dokumenty i transport do Warszawy.
Po zakończeniu działań wojennych Stesłowicz pozostała w Polsce i pozostała w kontakcie z Myczkowską, jednak wyemigrowała do Szwajcarii po antysemickich wydarzeniach z 1968 r. Żenia Geszychter z córkami po wojnie zamieszkały w Łodzi. Rajchman  natomiast walczył i poległ w powstaniu warszawskim.
Wiesława Myczkowska została w 1984 r. odznaczona medalem Sprawiedliwa wśród Narodów Świata.